# 恋はいじわる
恋はいじわる（原題:I Can't Stay Mad At You）は1963年に発売されたスキーター・デイヴィスの代表曲の1つ。作詞・作曲はジェリー・ゴフィンとキャロル・キング。

## 解説
1963年11月、ビルボードで7位にランクされたヒット曲。恋はいじわるネの邦題もある。

## カバーバージョン
- Kathy Taylor (1963)
- 伊東ゆかり（1963）※「恋はいじわるネ」日本語詞：ひらいわたかし／編曲：東海林修
- パトリシア・キャロル（Pat Carroll）（1963）
- Tina & Marina（1963）　スウェーデン語版で「För Mig Finns Bara Du 」
- Camera Obscura（2006）グラスコー出身のオルタナティブ系グループでアルバム『Lloyd, I'm Ready to Be Heartbroken』に収録。
- ザ・クイアーズ（2007）アルバム『Munki Brain』に収録。
- ザ・ビートガールス（2017）※「恋はいじわるネ」アルバム『恋する気持ちはワークワク』に収録[2]。